# Lukavec u Hořic
Lukavec u Hořic település Csehországban, a Jičíni járásban. Lukavec u Hořic Červená Třemešná, Hořice, Lázně Bělohrad, Šárovcova Lhota és Tetín településekkel határos. Lakosainak száma 329 fő (2024. január 1.).

## Népesség
A település lakosságának változását az alábbi diagram mutatja:
| Lakosok száma | 915  | 840  | 649  | 425  | 267  | 251  | 298  | 305  | 313  | 329  |
|               | 1869 | 1890 | 1921 | 1950 | 1980 | 2001 | 2017 | 2019 | 2022 | 2024 |